# Ciulnița
Ciulnița è un comune della Romania di 2 506 abitanti, ubicato nel distretto di Ialomița, nella regione storica della Muntenia.
Il comune è formato dall'unione di 4 villaggi: Ciulnița, Ion Ghica, Ivănești, Poiana.